# Itaúsa
Itaúsa est une holding brésilienne contrôlant plusieurs entreprises spécialisées dans les services financiers, l'immobilier, la chimie, la santé ou encore l'électronique.